# Saint-Antoine-du-Rocher
Saint-Antoine-du-Rocher is een gemeente in het Franse departement Indre-et-Loire (regio Centre-Val de Loire). De plaats maakt deel uit van het arrondissement Tours. Saint-Antoine-du-Rocher telde op 1 januari 2022 1.786 inwoners.

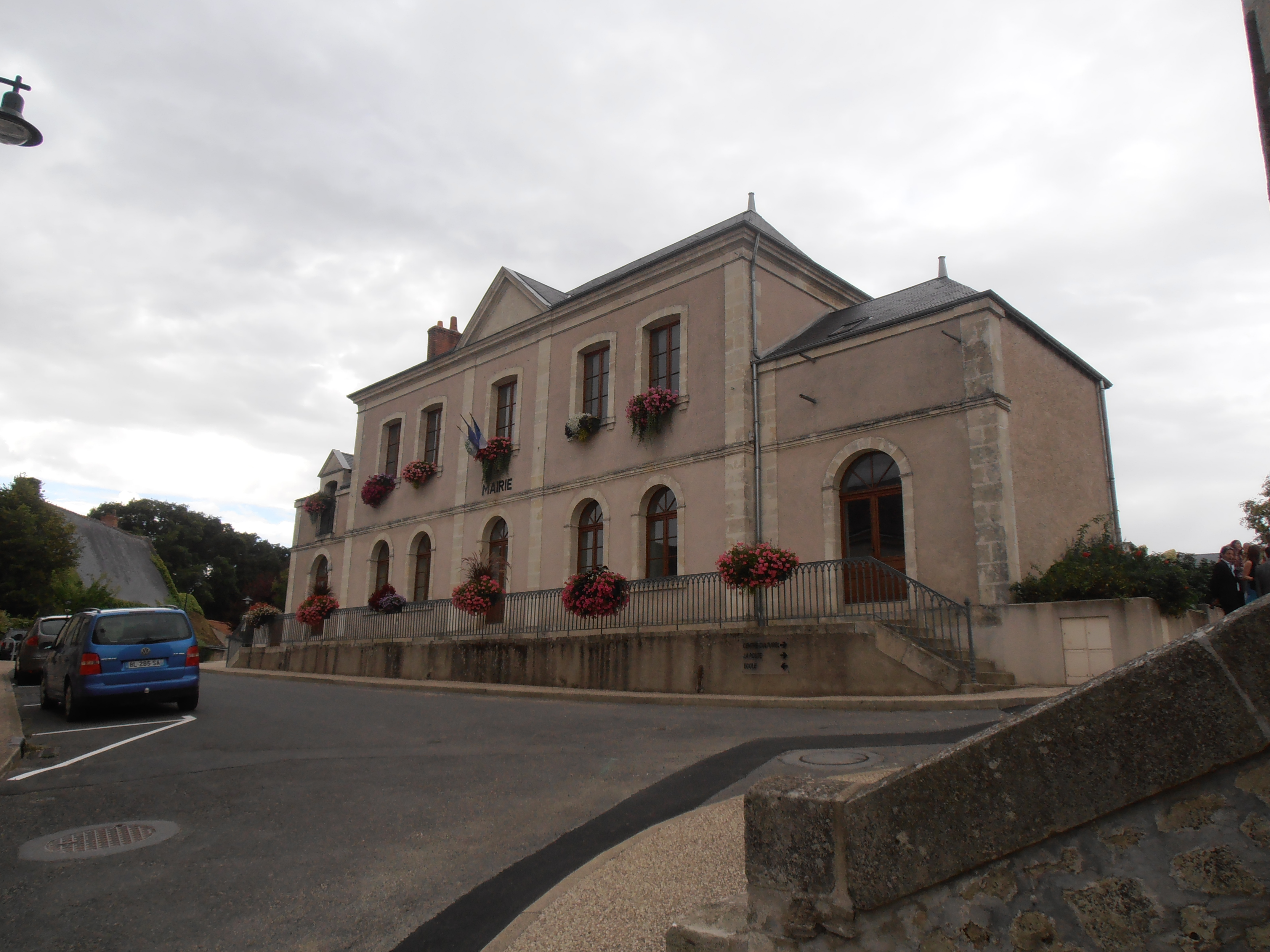
Gemeentehuis
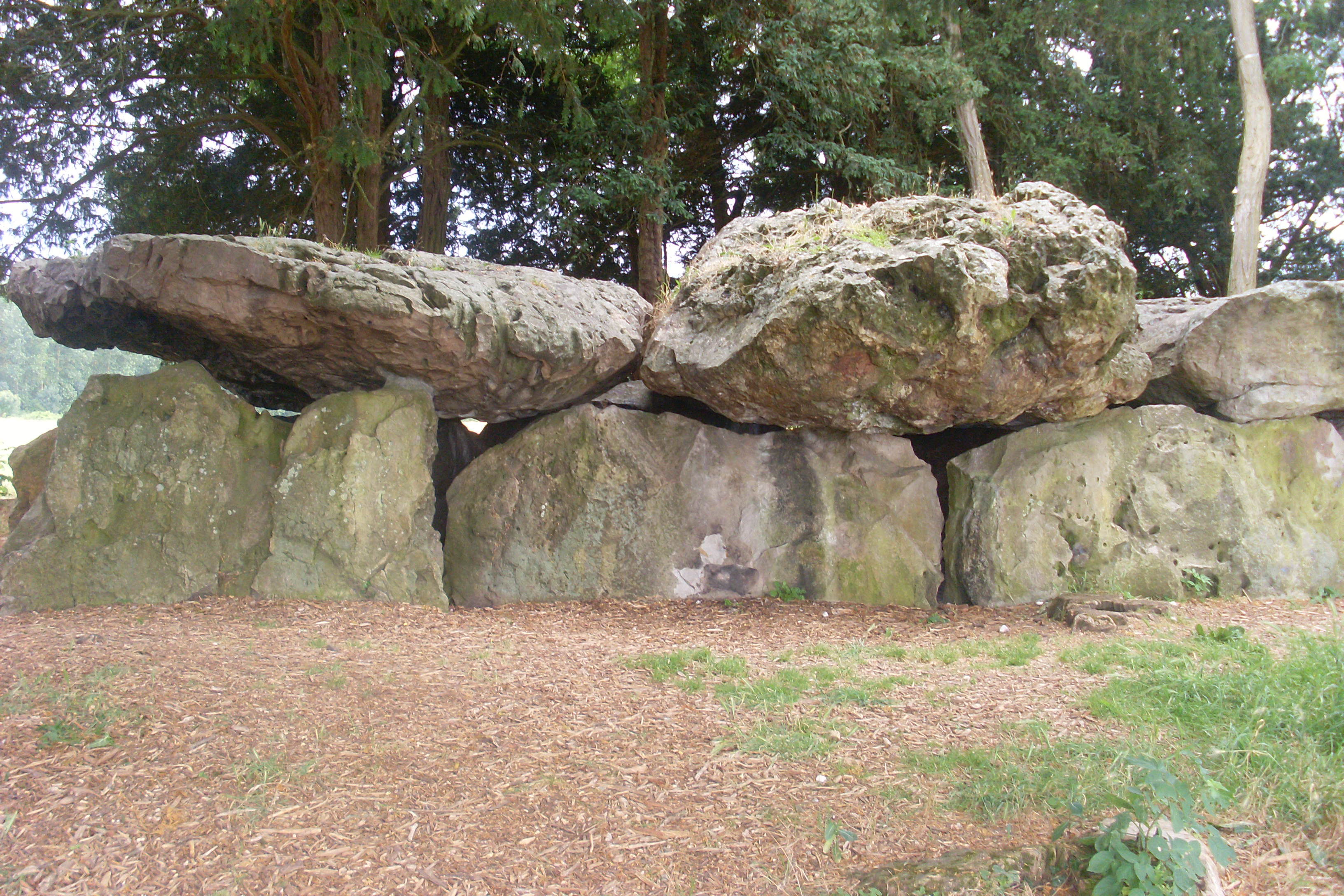
Dolmen bij de Grotte aux Fées

## Geografie
De oppervlakte van Saint-Antoine-du-Rocher bedroeg op 1 januari 2022 24,23 vierkante kilometer; de bevolkingsdichtheid was toen 73,7 inwoners per km².

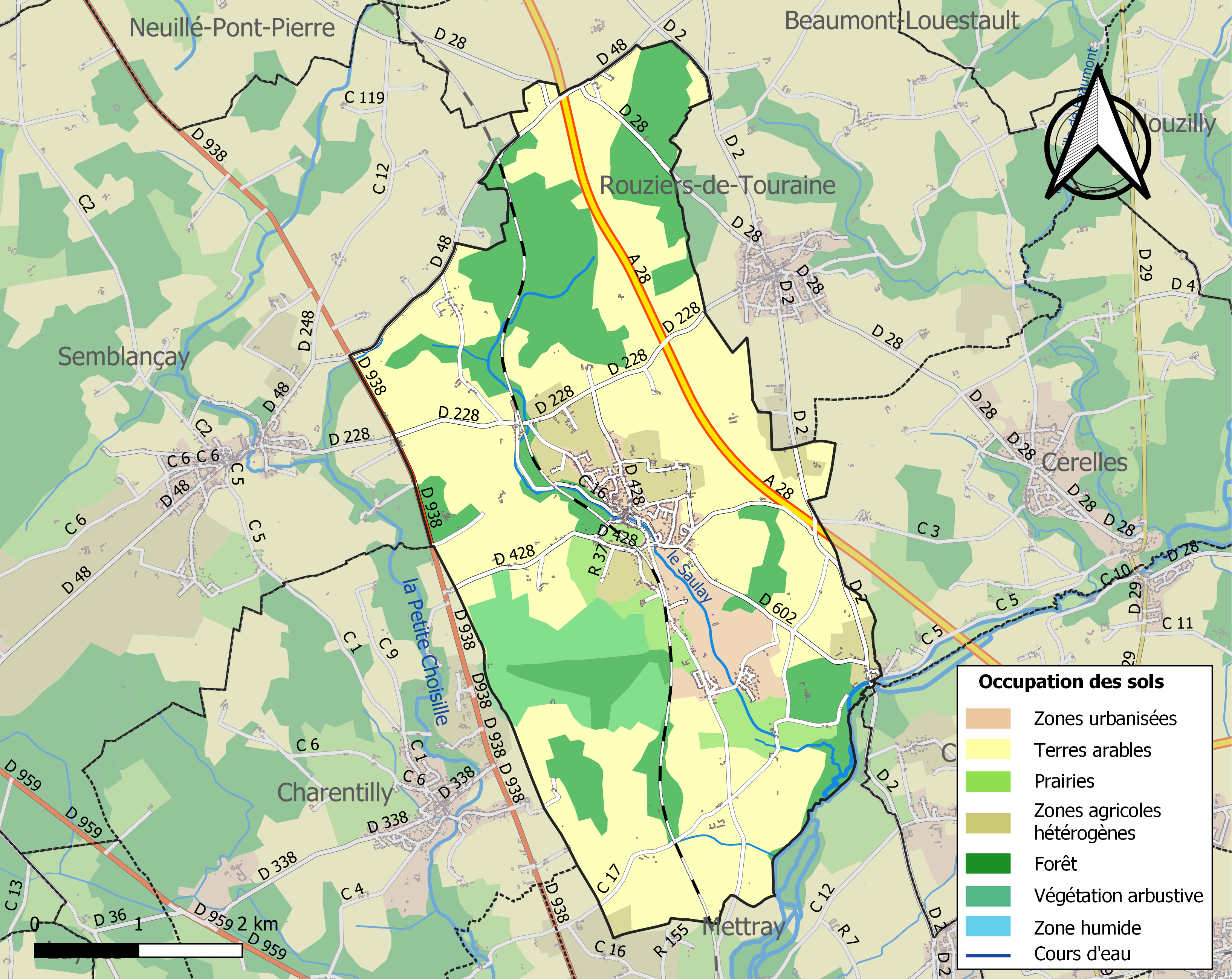
Kaart van de gemeente met de belangrijkste infrastructuur, bodemgebruik en omliggende gemeenten

## Demografie
Onderstaande figuur toont het verloop van het inwonertal (bron: INSEE-tellingen).